# أبو صالح السمان
أبو صالح السمان تابعي وأحد رواة الحديث النبوي ، اسمه ذكوان بن عبد الله مولى أم المؤمنين جويرية بنت الحارث ، كان من كبار العلماء بالمدينة المنورة ، ولد في خلافة عمر بن الخطاب ، وشهد يوم الدار ومقتل عثمان بن عفان ، وكان يجلب الزيت والسمن إلى الكوفة .

## سماعه للحديث
سمع أبو صالح السمان الحديث من :
- سعد بن أبي وقاص
- عائشة بنت أبي بكر
- أبو هريرة
- عبد الله بن عباس
- أبو سعيد الخدري
- عبد الله بن عمر
- معاوية بن أبي سفيان

## روايته للحديث
روى عن أبي صالح السمان مجموعة من الرواة :
- سهيل بن أبي صالح السلمان
- الأعمش
- زيد بن أسلم
- بكير بن الأشج
- عبد الله بن دينار
- محمد بن مسلم الزهري
- يحيى بن سعيد الأنصاري
- ومحمد بن جحادة الأودي

## ثناء العلماء عليه
ذكره الإمام أحمد بن حنبل فقال : ثقة ثقة من أجل الناس وأوثقهم وقيل كان عظيم اللحية ، وروى أبو خالد الأحمر عن الأعمش قال : سمعت من أبي صالح السمان ألف حديث ، وقال أبو الحسن الميموني : سمعت أبا عبد الله يقول كانت لأبي صالح لحية طويلة فإذا ذكر عثمان رضي الله عنه بكى فارتجت لحيته وقال هاه هاه ، وروى حفص بن غياث عن الأعمش قال : كان أبو صالح مؤذنا فأبطأ الإمام فأمنا فكان لا يكاد يجيزها من الرقة والبكاء رحمه الله ، وقال أبو حاتم[ ؟ ] : ثقة صالح الحديث يحتج بحديثه وقيل إن أبا هريرة كان إذا رأى أبا صالح قال ما على هذا أن يكون من بني عبد مناف ، توفي سنة 101 هـ.